# Riajsk
Riajsk (en russe : Ряжск) est une ville de l'oblast de Riazan, en Russie, et le centre administratif du raïon de Riajsk. Sa population s'élevait à 21 784 habitants en 2013.

## Géographie
Riajsk est située à 102 km au sud de Riazan et à 278 km au sud-est de Moscou.

## Histoire
La première mention connue de Riajsk remonte à 1502, sous le nom de Riassk. À la fin du XVIe siècle, il s'agissait d'un poste fortifié qui protégeait le portage entre le Don et l'Oka.
Aux XVIe et XVIIe siècles la localité s'appelait Riassk, Riasskoï, Riaskov. Elle protégeait la Russie contre les Tatars de Crimée et les Nogaïs. En 1778, Riajsk reçut le statut de ville. Depuis 1870, Riajsk est un important carrefour ferroviaire, au croisement des voies ferrées Riazan – Ouralsk et Syzran – Viazma.

## Population
Recensements (*) ou estimations de la population
| 1856  | 1897*  | 1913   | 1926*  | 1959*  | 1970*  |
| ----- | ------ | ------ | ------ | ------ | ------ |
| 2 900 | 14 835 | 16 500 | 16 164 | 14 768 | 25 425 |

| 1979*  | 1989*  | 2002*  | 2010*  | 2012   | 2013   |
| ------ | ------ | ------ | ------ | ------ | ------ |
| 25 250 | 27 217 | 22 850 | 21 647 | 21 800 | 21 784 |